# Penticton
Penticton es una pequeña ciudad de Canadá localizada en el valle de Okanagan, en el sur de la provincia de la Columbia Británica. Se encuentra entre el lago Okanagan y el lago Skaha y en 2021 tenía una población de 36.893 habitantes (41.574 en el área de influencia). Sus principales actividades económicas son el turismo, la producción de vino y frutales.

## Etimología
El nombre deriva de una palabra en el idioma de Okanagan, y es más o menos traducido como "un lugar para permanecer para siempre".

## Clima
| Parámetros climáticos promedio de Aeropuerto Regional de Penticton (1981−2010) | Parámetros climáticos promedio de Aeropuerto Regional de Penticton (1981−2010) | Parámetros climáticos promedio de Aeropuerto Regional de Penticton (1981−2010) | Parámetros climáticos promedio de Aeropuerto Regional de Penticton (1981−2010) | Parámetros climáticos promedio de Aeropuerto Regional de Penticton (1981−2010) | Parámetros climáticos promedio de Aeropuerto Regional de Penticton (1981−2010) | Parámetros climáticos promedio de Aeropuerto Regional de Penticton (1981−2010) | Parámetros climáticos promedio de Aeropuerto Regional de Penticton (1981−2010) | Parámetros climáticos promedio de Aeropuerto Regional de Penticton (1981−2010) | Parámetros climáticos promedio de Aeropuerto Regional de Penticton (1981−2010) | Parámetros climáticos promedio de Aeropuerto Regional de Penticton (1981−2010) | Parámetros climáticos promedio de Aeropuerto Regional de Penticton (1981−2010) | Parámetros climáticos promedio de Aeropuerto Regional de Penticton (1981−2010) | Parámetros climáticos promedio de Aeropuerto Regional de Penticton (1981−2010) |
| Mes                                                                            | Ene.                                                                           | Feb.                                                                           | Mar.                                                                           | Abr.                                                                           | May.                                                                           | Jun.                                                                           | Jul.                                                                           | Ago.                                                                           | Sep.                                                                           | Oct.                                                                           | Nov.                                                                           | Dic.                                                                           | Anual                                                                          |
| ------------------------------------------------------------------------------ | ------------------------------------------------------------------------------ | ------------------------------------------------------------------------------ | ------------------------------------------------------------------------------ | ------------------------------------------------------------------------------ | ------------------------------------------------------------------------------ | ------------------------------------------------------------------------------ | ------------------------------------------------------------------------------ | ------------------------------------------------------------------------------ | ------------------------------------------------------------------------------ | ------------------------------------------------------------------------------ | ------------------------------------------------------------------------------ | ------------------------------------------------------------------------------ | ------------------------------------------------------------------------------ |
| Temp. máx. abs. (°C)                                                           | 15.7                                                                           | 17.8                                                                           | 21.7                                                                           | 30.6                                                                           | 34.4                                                                           | 44.2                                                                           | 40.6                                                                           | 38.9                                                                           | 36.6                                                                           | 28.9                                                                           | 20.6                                                                           | 22.5                                                                           | 44.2                                                                           |
| Temp. máx. media (°C)                                                          | 1.8                                                                            | 4.7                                                                            | 10.4                                                                           | 15.7                                                                           | 20.8                                                                           | 24.7                                                                           | 28.7                                                                           | 28.0                                                                           | 22.2                                                                           | 14.3                                                                           | 6.5                                                                            | 1.4                                                                            | 14.9                                                                           |
| Temp. media (°C)                                                               | -0.6                                                                           | 1.0                                                                            | 5.0                                                                            | 9.1                                                                            | 13.9                                                                           | 17.7                                                                           | 21.0                                                                           | 20.4                                                                           | 15.1                                                                           | 8.8                                                                            | 3.2                                                                            | -1.1                                                                           | 9.5                                                                            |
| Temp. mín. media (°C)                                                          | -3.0                                                                           | -2.8                                                                           | -0.5                                                                           | 2.5                                                                            | 6.9                                                                            | 10.7                                                                           | 13.3                                                                           | 12.7                                                                           | 8.0                                                                            | 3.2                                                                            | -0.2                                                                           | -3.5                                                                           | 4.0                                                                            |
| Temp. mín. abs. (°C)                                                           | -26.7                                                                          | -26.7                                                                          | -17.8                                                                          | -9.0                                                                           | -5.6                                                                           | 0.0                                                                            | 2.2                                                                            | 0.6                                                                            | -5.6                                                                           | -14.5                                                                          | -22.3                                                                          | -27.2                                                                          | -27.2                                                                          |
| Precipitación total (mm)                                                       | 26.9                                                                           | 19.8                                                                           | 23.6                                                                           | 26.0                                                                           | 39.3                                                                           | 46.3                                                                           | 28.7                                                                           | 28.3                                                                           | 24.6                                                                           | 26.0                                                                           | 28.1                                                                           | 28.6                                                                           | 346.0                                                                          |
| Lluvias (mm)                                                                   | 12.6                                                                           | 14.0                                                                           | 20.3                                                                           | 25.4                                                                           | 39.3                                                                           | 46.3                                                                           | 28.7                                                                           | 28.3                                                                           | 24.6                                                                           | 26.0                                                                           | 21.8                                                                           | 11.4                                                                           | 298.5                                                                          |
| Nevadas (cm)                                                                   | 18.3                                                                           | 7.6                                                                            | 3.5                                                                            | 0.59                                                                           | 0.0                                                                            | 0.0                                                                            | 0.0                                                                            | 0.0                                                                            | 0.0                                                                            | 0.1                                                                            | 7.5                                                                            | 21.1                                                                           | 58.7                                                                           |
| Días de precipitaciones (≥ 0.2 mm)                                             | 12.6                                                                           | 9.8                                                                            | 9.6                                                                            | 9.2                                                                            | 10.7                                                                           | 10.6                                                                           | 7.8                                                                            | 6.9                                                                            | 7.0                                                                            | 9.5                                                                            | 12.1                                                                           | 13.4                                                                           | 119.2                                                                          |
| Días de lluvias (≥ 0.2 mm)                                                     | 6.5                                                                            | 6.6                                                                            | 8.6                                                                            | 9.0                                                                            | 10.7                                                                           | 10.6                                                                           | 7.8                                                                            | 6.9                                                                            | 7.0                                                                            | 9.5                                                                            | 9.9                                                                            | 5.5                                                                            | 98.7                                                                           |
| Días de nevadas (≥ 0.2 cm)                                                     | 7.7                                                                            | 4.1                                                                            | 1.6                                                                            | 0.43                                                                           | 0.0                                                                            | 0.0                                                                            | 0.0                                                                            | 0.0                                                                            | 0.0                                                                            | 0.03                                                                           | 2.9                                                                            | 9.6                                                                            | 26.4                                                                           |
| Horas de sol                                                                   | 35.0                                                                           | 81.4                                                                           | 144.3                                                                          | 189.7                                                                          | 234.3                                                                          | 237.3                                                                          | 287.9                                                                          | 279.7                                                                          | 212.3                                                                          | 135.0                                                                          | 53.0                                                                           | 33.7                                                                           | 1923.3                                                                         |
| Humedad relativa (%)                                                           | 71.2                                                                           | 61.8                                                                           | 48.7                                                                           | 39.9                                                                           | 39.2                                                                           | 39.2                                                                           | 35.1                                                                           | 35.8                                                                           | 41.4                                                                           | 52.0                                                                           | 65.5                                                                           | 71.0                                                                           | 50.1                                                                           |
| Fuente: Environment Canada                                                     |                                                                                |                                                                                |                                                                                |                                                                                |                                                                                |                                                                                |                                                                                |                                                                                |                                                                                |                                                                                |                                                                                |                                                                                |                                                                                |

## Eventos
Alberga muchos eventos anuales, entre ellos el canadiense Ironman, el Okanagan Wine Festival, el Festival de Penticton Peach, la Pentastic Hot Jazz Festival, y el "Festival de Elvis", que apareció en el verano de 2006 la cuestión de la Revista de la Columbia Británica.

## Actividades

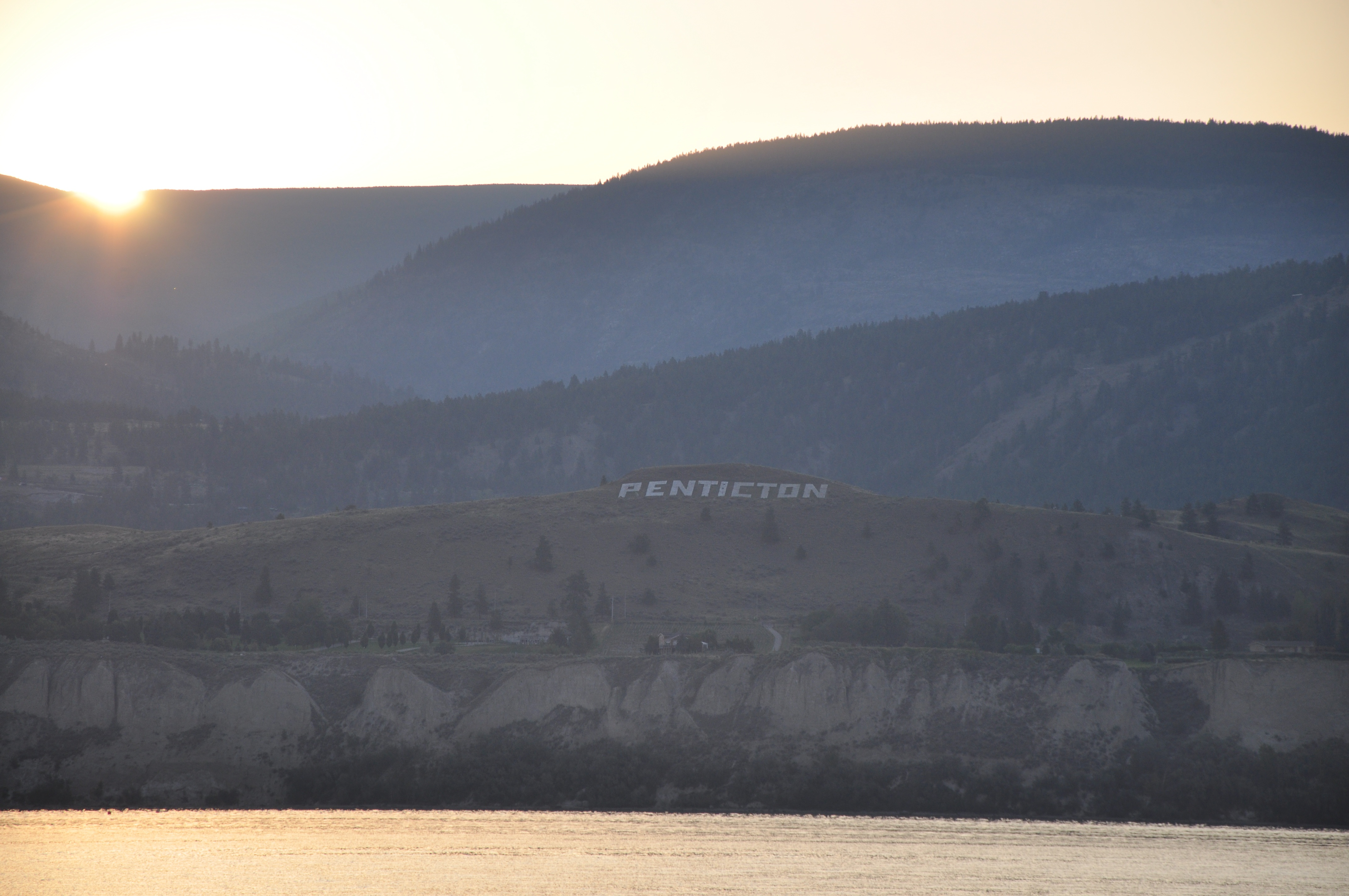
Puedes hacer una ruta a las letras de penticton.

Penticton a pesar de ser de pequeño tamaño ofrece muchas actividades que poder realizar, hay cines, rutas por montaña y además de nieve en invierno también puedes en verano bañarte en los lagos y realizar actividades en el agua, pero lo más destacado al ser Canadá es que también puedes esquiar.   

### Penticton Vees
En penticton también podrás disfrutar de ver a su equipo de hockey y a toda su afición, esto en una actividad que es gratuita para estudiantes, además de poder disfrutar de ese deporte también hay un montón de puertos donde comprar comida que disfrutar con amigos.

### Apex mountain[4]
Un lugar donde poder esquiar localizado a 2000 pies de altura, para disfrutar de este lugar para esquiar puedes quedarte en su hotel o en pectinton que solo está a 30 minutos en coche, además de tener habilitado un bus que sale desde penticton.
Apex mountain ofrece 85 pistas para principiantes y también para avanzados y si no sabes esquiar no te preocupes porque también ofrece actividades en la nieve que no son esquiar, como por ejemplo el tube pack,  una actividad para disfrutar con toda la familia, donde como en un trineo te sentaras en un flotador y disfrutaras al bajar por una pequeña colina.
| Ages              | Price |
| ----------------- | ----- |
| Adult (19-64)     | $27   |
| Teen (13-18)      | $27   |
| Junior (8-12)     | $18   |
| Senior (65-69)    | $27   |
| Masters (70+)     | $15   |
| Uni students      | $27   |
| Child ( 7 under ) | $15   |

## Educación
Es la sede de la Okanagan, Similkameen Regional Distrito y el Distrito Escolar 67 de Okanagan Skaha. Hay dos escuelas secundarias, Penticton secundaria y Princess Margaret, así como muchas escuelas primarias. Penticton Christian School, una escuela privada, ofrece jardín de infantes hasta el grado 12.
También este distrito escolar proporciona educación a estudiantes de intercambio ya que es una ciudad con un clima muy bien adaptado a personas de otros países, además de que ofrecen muchas actividades.

## Ciudades hermanas
- Ikeda, Hokkaidō, Japón